# 乌代·尚卡

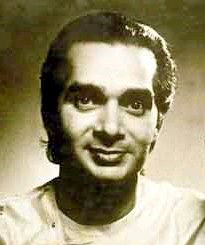
乌代·尚卡

乌代·尚卡 (Uday Shankar，1900年12月8日 - 1977年9月26日) 是一位印度現代舞舞蹈家和编舞家。乌代·尚卡曾在皇家艺术学院就讀。 1971年，印度政府授予他莲花赐勋章 。拉维·香卡是他的弟弟。